# 11823 Christen
11823 Christen (1981 VF) là một tiểu hành tinh vành đai chính được phát hiện ngày 2 tháng 11 năm 1981 bởi B. A. Skiff ở trạm Anderson Mesa thuộc Đài thiên văn Lowell.